# Air Ministry

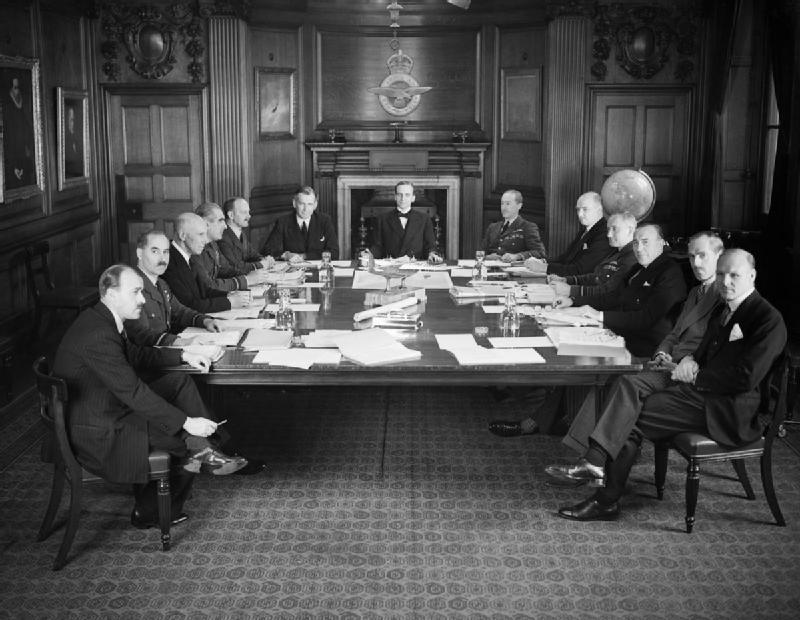
O Conselho do Ar em reunião no
Air Ministry em Julho de 1940.

O Air Ministry (ou Ministério do Ar), foi um departamento do governo britânico com a responsabilidade de gerenciar os assuntos da Força Aérea Real entre 1918 e 1964. Ele sucedeu ao Joint War Air Committee de 1916.